# Höchstädti csata (1800)
A höchstädti csata (1800. június 19.) a bajorországi Höchstädt közelében zajlott le. Az ütközetben a Moreau tábornok vezette francia csapatok vereséget mérnek a Kray Pál tábornagy vezette osztrák-német csapatokra.